# Tetrastichus gahani
Tetrastichus gahani är en stekelart som beskrevs av Costa Lima och Guitton 1962. Tetrastichus gahani ingår i släktet Tetrastichus och familjen finglanssteklar. Inga underarter finns listade i Catalogue of Life.